# Namakkal
Namakkal (en tamil: நாமக்கல் ) es una localidad de la India capital del distrito de Namakkal, estado de Tamil Nadu.

## Geografía
Se encuentra a una altitud de 201 m.s.m. a 373 km de Chennai, en la zona horaria UTC +5:30.

## Demografía
Según estimación 2010 contaba con una población de 59 613 habitantes.